# Cutlass Bay Airport
Cutlass Bay Airport är en flygplats i Bahamas.   Den ligger i distriktet Cat Island, i den östra delen av landet, 220 km sydost om huvudstaden Nassau. Cutlass Bay Airport ligger 7 meter över havet. Den ligger på ön Cat Island.
Terrängen runt Cutlass Bay Airport är mycket platt. Havet är nära Cutlass Bay Airport åt sydost. Trakten är glest befolkad. 